# Stop! (Against Me!)
"Stop!" is een single van de Amerikaanse punkband Against Me! en is de derde single van het album New Wave uit 2007. De single is uitgegeven op cd en een gelimiteerde vinyl versie waarvan er 5000 platen zijn uitgegeven. Het nummer is ook beschikbaar als muziekdownload.

## Nummers
1. "Stop!" - 2:34
2. "Gypsy Panther" - 4:25

## Band
- Laura Jane Grace - zang, gitaar,
- James Bowman - gitaar, achtergrondzang
- Andrew Seward - basgitaar, zang
- Warren Oakes - drums, zang